# 崔德祺
崔德祺，GML，GLM（1912年—2007年10月24日），祖籍廣東新會縣双水崔家坑，藝術家、商人。

## 生平
曾獲得澳門特別行政區頒授金蓮花勳章及大蓮花勳章，曾任澳門同善堂値理會主席、澳門中華總商會副會長、澳門建築置業商會永遠榮譽會長、澳門基本法推廣協會名譽會長、澳門新會同鄉會會長、頤園書畫會創始人兼會長、濠鏡音樂會創辦人兼會長、澳門又和建築置業有限公司董事長。
崔德祺葬于澳門聖味基墳場，與之為鄰的是有“賭王”之称的何鴻燊的元配夫人黎婉華。

## 家庭
崔德祺育有三名子女。長女崔筱瑜，在美國任職數據分析工作；長子崔世平，在美國柏克萊大學考取土木工程學碩士學位，曾擔任第十屆澳門特區全國人大代表，現任澳門立法會官委議員、科技委員會委員；次子崔世業在美國加州藝術學院畢業，取得平面設計碩士，現居美國並且成為了設計師。侄兒崔世昌及崔世安，分別為澳門立法會議員及前任澳門特別行政區行政長官。